# Kristianstad Åhus Ladies Open
Het Kristianstad Åhus Ladies Open is een jaarlijks golftoernooi in Zweden, dat deel uitmaakt van de Ladies European Tour Access Series. Het werd opgericht in 2012 en vindt sindsdien telkens plaats op de Kristianstads Golfklubb in Åhus.
Het toernooi wordt gespeeld in een strokeplay-formule van drie ronden (54-holes) en na de tweede ronde wordt de cut toegepast.

## Winnaressen
| Jaar | Winnares          | Score | Score | Info                                                   |
| ---- | ----------------- | ----- | ----- | ------------------------------------------------------ |
| 2012 | Cecilie Lundgreen | 222   | +6    | [ 1 ]                                                  |
| 2013 | Linn Andersson po | 220   | +4    | Won de play-off van Caroline Martens en Eleanor Givens |
| 2014 | Isabella Ramsay   | 214   | –2    | [ 3 ]                                                  |

| Toernooirecord |  | po = winnaar na play-off |